# 아래갑상정맥
아래갑상정맥(inferior thyroid veins) 또는 하갑상정맥은 갑상샘의 정맥얼기에서 두 개, 또는 종종 세네 개 갈라져 나오는 정맥으로 중간갑상정맥, 위갑상정맥과 교통한다. 위갑상정맥과 중간갑상정맥은 속목정맥으로 바로 이어지는 지류인 반면, 아래갑상정맥은 팔머리정맥으로 들어간다.
아래갑상정맥은 기관 앞, 복장방패근 뒤에서 정맥얼기를 형성한다. 이 정맥얼기에서 왼쪽 아래갑상정맥은 왼쪽 팔머리정맥으로 합류하고 오른쪽 아래갑상정맥은 비스듬히 아래쪽과 오른쪽으로 주행하여 팔머리동맥을 가로지르고 오른쪽 팔머리정맥에 합류한다. 오른쪽 아래갑상정맥의 합류 지점은 정확히 위대정맥이 팔머리정맥과 만나는 지점이다. 간혹 양쪽 아래갑상정맥이 공통의 줄기를 형성하여 속목정맥과 팔머리정맥이 만나는 지점에서 합류하기도 한다.
식도정맥, 기관정맥, 아래후두정맥이 아래갑상정맥으로 합류한다. 아래갑상정맥의 판막은 팔머리정맥으로의 합류 지점, 즉 아래갑상정맥이 끝나는 지점에 있다.

## 추가 이미지

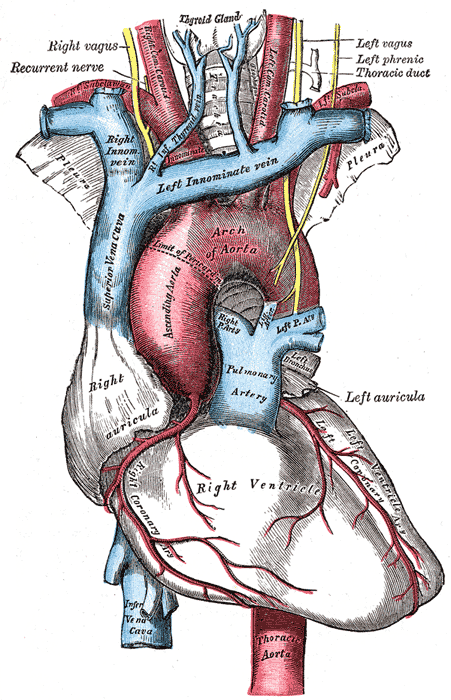
대동맥활과 가지들
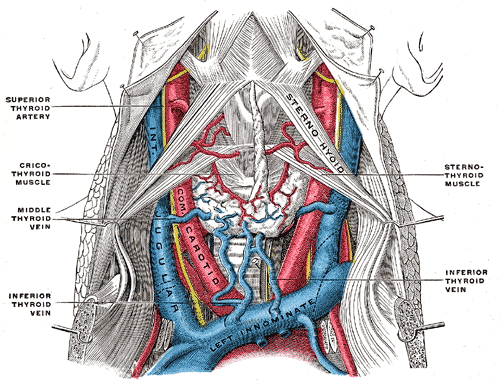
근막과 중간갑상정맥
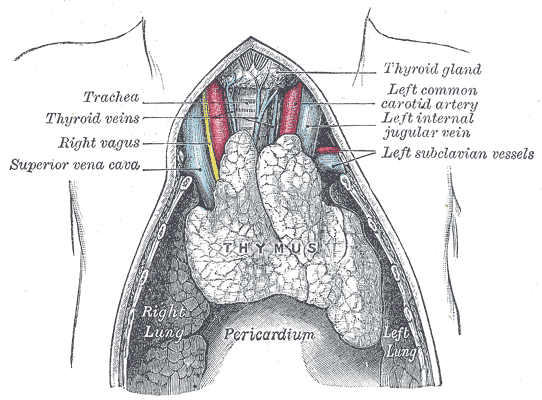
제자리에 있는 다 자란 태아의 가슴샘
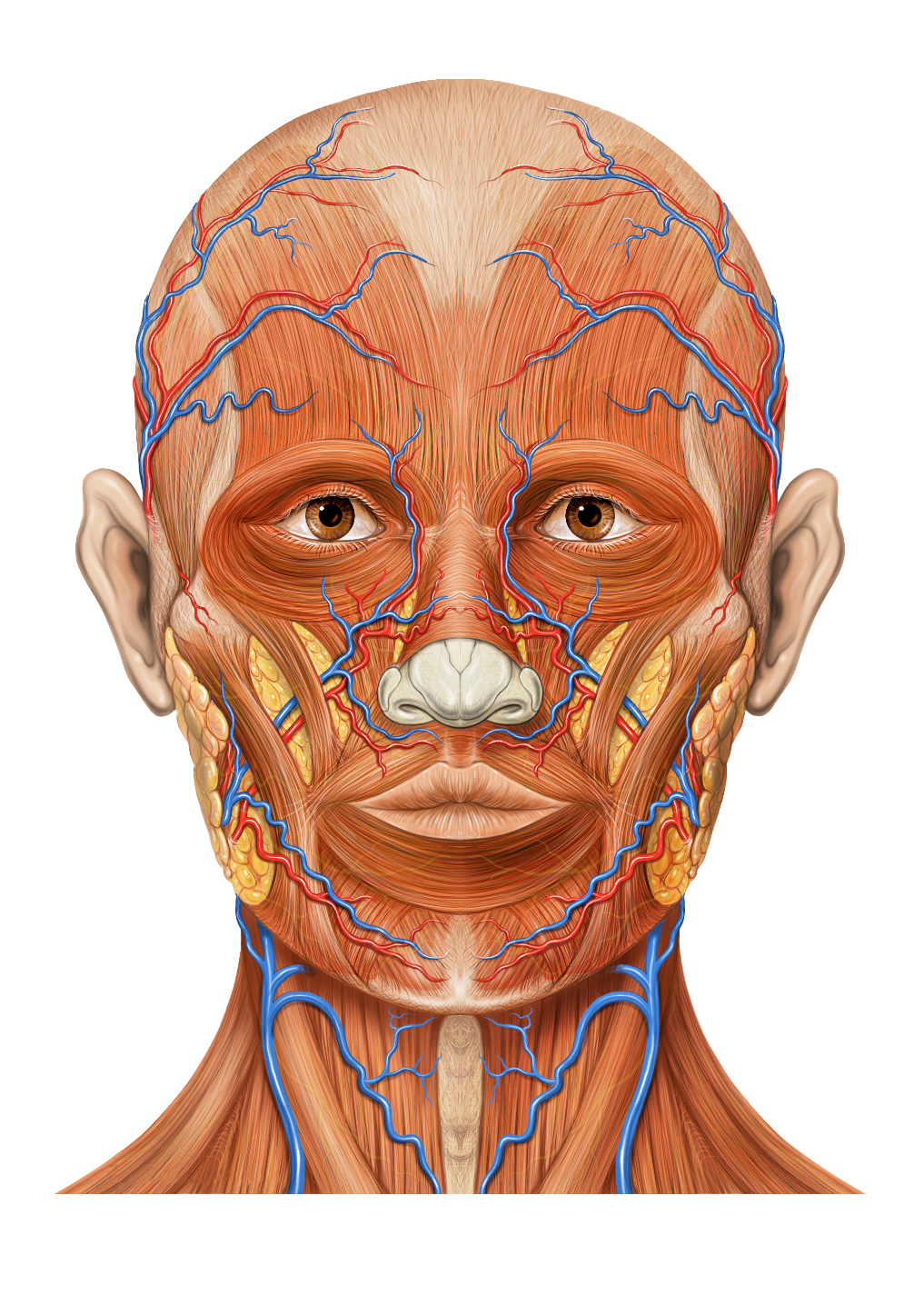
머리 앞쪽의 해부

## 참고 문헌
이 문서는 현재 퍼블릭 도메인에 속하는 그레이 해부학 제20판(1918) page 666의 내용을 기초로 작성된 글이 포함되어 있습니다.